# Maule (Chile)
Maule é uma comuna da província de Talca, localizada na Região de Maule, Chile. Possui uma área de 238,2 km² e uma população de 16.837 habitantes (2002).